# Ема Радукану
Ема Радукану (енгл. Emma Raducanu; рођена 13. новембра 2002) британска је тенисерка.

## Каријера
Рођена је 13. новембра 2002. у Торонту, Онтарио, Канада. Отац јој је пореклом из Румуније а мајка из Кине. Тенис игра професионално од 2018. године. Дана 13. септембра 2021. године била је на 23. месту ВТА ранг листе. Пре свог деби наступа на Вимблдону 2021. године, заузимала је 338. место у појединачној конкуренцији. Пласирала се у четврто коло Вимблдона. Дебитовала је на Отвореном првенству САД касније те године, стигла је до финала, поставши прва квалификанткиња у Опен Ери која је то учинила, по први пут ушла у првих 100 на ранг листи. У финалу је победила Лејлу Фернандез из Канаде и тако постала прва квалификанткиња која је освојила гренд слем турнир.

## Финала гренд слем турнира (1)

### Појединачно (1:0)
| Исход  | Година | Турнир                 | Противница у финалу | Резултат |
| Победа | 2021   | Отворено првенство САД | Лејла Фернандез     | 6:4, 6:3 |